# Sosnka
Sosnka (niem. Kieferhäuser) – część wsi Mała Kamienica w Polsce, położona w województwie dolnośląskim, w powiecie karkonoskim, w gminie Stara Kamienica.
W latach 1975–1998 Sosnka administracyjnie należała do województwa jeleniogórskiego.

## Nazwy historyczne
- 1747 Kieferhäuser
- 1945 Sosnka